# 湳港西
湳港西，是臺灣彰化縣永靖鄉的一個地名，位於該鄉南部中央地帶。就行政區而言，範圍大致包括港西村、五福村。

## 歷史
台灣清治末期至日治初期，湳港西地區為一街庄，稱為「湳港西庄」，隸屬於武西堡。該庄北與關帝廳庄為鄰，東北一小段與五汴頭庄為鄰，東與湳港舊庄、鎮平庄為鄰，南邊為曾厝崙庄，西邊為打簾庄、獨鰲庄。
1901年（日治明治三十四年）11月，該庄隸屬於彰化廳。1909年（明治四十二年）10月，改隸屬於臺中廳。1920年（大正九年），該庄改制並改名為「湳港西」大字，隸屬於臺中州員林郡永靖庄。
戰後永靖庄改制為永靖鄉，隸屬於彰化縣，大字亦改制為村。
　

## 交通
省道台1線大致以東北－西南走向經過湳港西地區中央地帶，由此往東北可前往員林、彰化、清水、新竹等地，往西南可前往西螺、斗南、嘉義、新營等地。

## 古蹟
- 餘三館（縣定古蹟）
- 永靖魏成美公堂（歷史建築）

## 廟宇
- 永靖鄭成功紀念館（鄭成功廟）
- 永靖五福宮（土地祠）